# Свиларство
Свиларство је гајење свилене бубе која производи свилу. Иако постоји неколико комерцијалних врста свилених буба, Bombyx mori (гусеница домаће свилене бубе) је најраспрострањенија и интензивно проучавана свилена буба. Сматра се да је свила произвођена у Кини још у неолитском периоду. Свиларство је постала важна индустријска грана - кућна радиност, у земљама као што су Бразил, Кина, Француска, Индија, Италија, Јапан, Кореја и Русија. Данас су Кина и Индија два главна произвођача, са више од 60% светске годишње производње.
Свиларство и узгој свилене бубе уврштени су 2009. године на Унескову репрезентативну листу нематеријалног културног наслеђа човеченства.

## Историја
Према тексту Конфучија откриће производње свиле датира отприлике око 2700. године пре нове ере, иако археолошки записи указују на гајење свиле још у периоду Јангшао културе (5000–3000. п. н. е.). Године 1977, комад керамике створен пре 5400–5500 година и осмишљен тако да личи на свилену бубу, откривен је у Нанкуну, Хебеи, Кина, пружајући најстарије познате доказе о свиларству. Такође, пажљивом анализом археолошких свилених влакана која су пронађена на локацијама цивилизације Индуса, из 2450-2000. п. н. е, верује се да се свила користила у широком региону Јужне Азије. Од око прве половине 1. века, досеже до древног краљевства Котан, низом интеракција дуж Пута свиле. Од 140. године, ова пракса је успостављена у Индији. У 6. веку нове ере, кријумчарење јаја свилене бубе у Византијско царство довело је до успостављања свиларства на Медитерану, који је вековима држао монопол у Византијском царству (византијска свила). 1147. године, током Другог крсташког рата, Руђер II Сицилијански (1095–1154) напао је Коринт и Тебу, два важна седишта византијске производње свиле, заробио ткаче и њихову опрему и успоставио сопствену производњу свиле у Палерму и Калабрији, коначно ширећи индустрију на западну Европу. 
- Кинески процес свиларства
- Жене стављају свилене бубе и лишће дуда на послужавнике
- Мушкарци припремају рамове гранчица где ће свилене бубе увијати чауре
- Мерење и сортирање чаура
- Потапање чаура и намотавање свиле
- Ткање свиле

## Производња
Свилене бубе се хране листовима дуда, а након четвртог екдизиса пењу се на гранчицу постављену близу њих и умотавају своје свилене чауре (лутке). Свила је непрекидна нит која садржи протеин фиброин, излучен из две пљувачне жлезде у глави сваке бубе, и гуму која се зове серицин, која цементира влакна. Серицин се уклања стављањем чаура у врућу воду, која ослобађа свилене нити и припрема их за намотавање на калеме. То је познато као поступак дегумирања. Урањање у врућу воду убија и свилену лутку.
Појединачна влакна се комбинују тако да формирају нит, који се под напоном повлачи кроз неколико вођица и намотава на калеме. Нити се могу увити да би се формирао конац. Након сушења сирова свила се пакује према квалитету.

### Фазе производње
Фазе производње су следеће:
1. Женка свилене бубе леже 300 до 500 јаја.
2. Јаја свилене бубе се излежу и формирају ларве или гусенице, познате као свилене бубе.
3. Ларве се хране листовима дуда.
4. Након што су неколико пута нарасле и промениле оклоп, свилене бубе екструдирају свилена влакна и формирају мрежу да се држе.
5. Окрећу се са једне стране на другу, у облику осмице, дистрибуирајући пљувачку која ће формирати свилу.
6. Свила очвршћује када дође у додир са ваздухом.
7. Свилена буба врти се до око миље влакана и потпуно се затвара у чауру за око два-три дана. Количина корисне квалитетне свиле у свакој чаури је мала. Као резултат, за производњу фунте (око пола кг) сирове свиле потребно је око 2.500 свилених буба.[12]
8. Нетакнуте чауре се прокувају, чиме се убијају свилене лутке.
9. Свила се добија четкањем неоштећених чаура како би се пронашао спољни крај нити.
10. Свилене нити се намотавају на калеме. Једна чаура садржи приближно 1.000 јарди (914 метара) свилених нити. Свила је у овој фази позната као сирова свила. Једна нит садржи до 48 појединачних свилених филамента.

Махатма Ганди био је критичан према производњи свиле на основу Ахимса филозофије „да не наштети ниједној живој ствари“. Такође је промовисао "Ахимса свилу", направљену без кувања и дивљу свилу направљену од чаура дивљих и полудивљих свилених буба. Енглески музички састав The Human League је такође критиковао свиларство у свом раном синглу "Бити прокуван" ("Being Boiled"). Почетком 21. века организација ПЕТА (организација за етичко третирање животиња) је такође водила кампању против свиле.
Свила је произвођена и у нашој земљи, нпр. 1936. је донесена уредба о заштити угроженог домаћег свиларства путем специјалне таксе на увоз вештачке свиле.
- Трећа фаза свилене бубе
- Свилене бубе на модерним ротационим носачима
- Свилене чауре на носачима
- Свилени павиљон са свиленим бубама